# Katharina Pistor

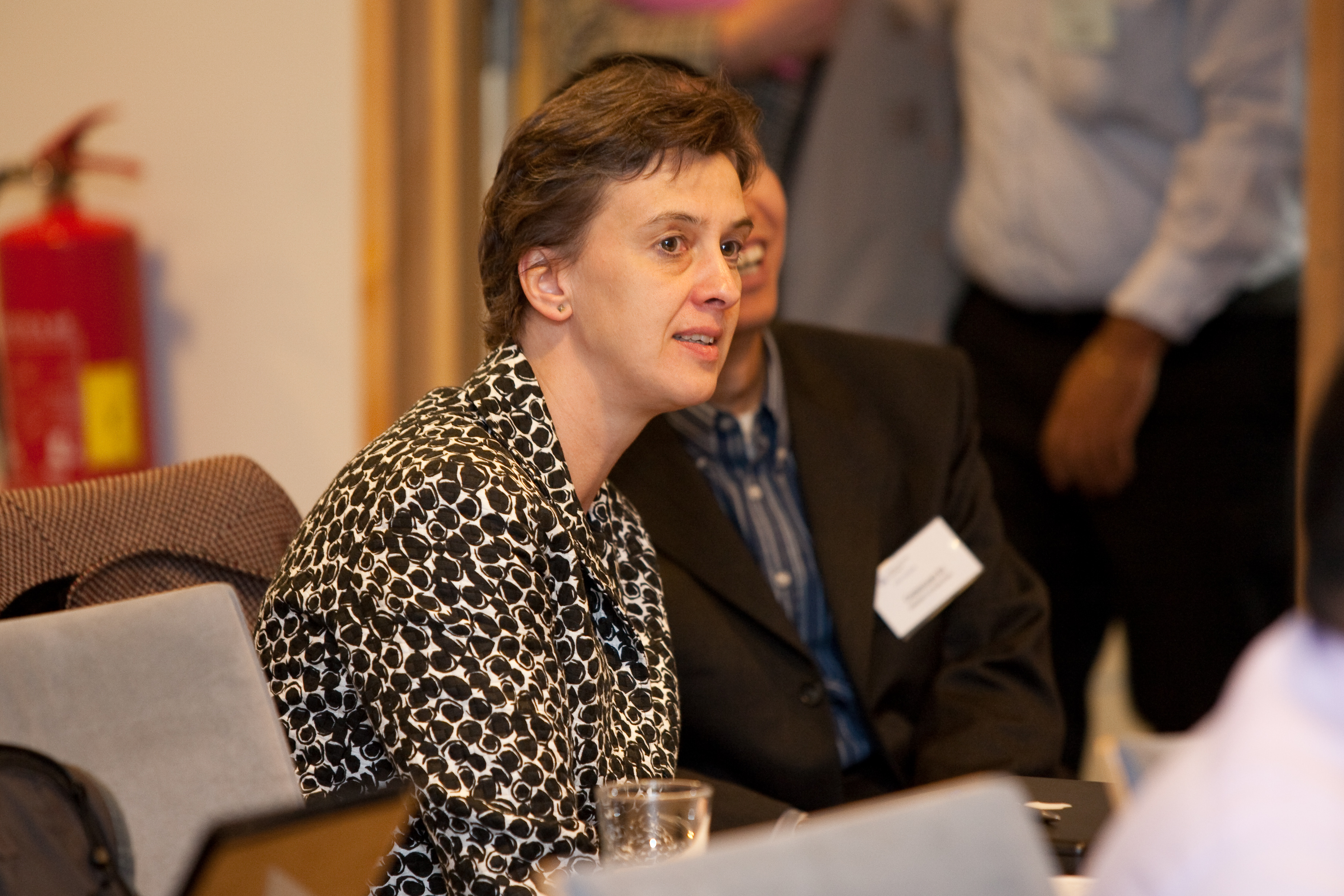
Katharina Pistor (2009)

Katharina Pistor (* 23. Mai 1963 in Freiburg im Breisgau) ist eine deutsche Juristin mit US-Staatsbürgerschaft; Sie lehrt als Edwin B. Parker-Professorin für Rechtsvergleichung an der Columbia Law School und Direktorin des Zentrums für globale rechtliche Transformation der Law School.

## Leben
Pistor legte 1988 das erste juristische Staatsexamen an der Universität Freiburg im Breisgau ab. 1988/89 studierte sie in an der School of Oriental and African Studies in London chinesisches und sowjetisches Recht. Sie lernte russisch und bereiste Russland „mehrere Wochen bzw. Monate“ um die Privatisierung zu studieren.
Danach legte sie einen MPA an der Kennedy School in Harvard ab.
Im 1992 legte sie das zweite juristische Staatsexamen in Hamburg ab.
Von 1992 bis 1998 lebte sie in den USA, arbeitete am Harvard Institute for International Development als wissenschaftliche Assistentin und schrieb ihre Dissertation.
Seit 2001 lehrt sie, inzwischen als Edwin B. Parker-Professorin für Rechtsvergleichung an der Columbia Law School und Direktorin des Zentrums für globale rechtliche Transformation der Law School.
2021 wurde sie zum auswärtigen Mitglied der Academia Europaea gewählt.
Ihre Forschung und Lehre umfasst Gesellschaftsrecht, Corporate Governance, Geld und Finanzen, Eigentumsrechte sowie Rechtsvergleichung und Rechtsinstitutionen.
Sie ist mit einem Arzt verheiratet, Carsten Bönnemann. Er ist ein Kinderneurologe und senior investigator am NIH.

## Schriften (Auswahl)
- Eigentumsreform mittels institutioneller Investoren. Eine rechtsökonomische Analyse der Massenprivatisierung in Rußland und der Tschechischen Republik. Berlin 2000, ISBN 3-428-09782-3.
- mit Curtis J. Milhaupt: Law and capitalism. What corporate crises reveal about legal systems and economic development around the world. Chicago 2008, ISBN 0-226-52528-7.
- als Herausgeberin mit Olivier De Schutter: Governing access to essential resources. New York 2016, ISBN 978-0-231-17278-3.
- The code of capital. How the law creates wealth and inequality. Princeton 2019, ISBN 978-0-691-17897-4.
  - dt. Ausgabe: Der Code des Kapitals. Wie das Recht Reichtum und Ungleichheit schafft. Berlin 2020, ISBN 978-3-518-58760-7.
- Eigentumsrechte jenseits des Kapitalismus. In: Niklas Angebauer, Jacob Blumenfeld, Tilo Wesche (Hrsg.): Umkämpftes Eigentum. Eine gesellschaftstheoretische Debatte (= suhrkamp taschenbuch wissenschaft. Band 2450). Suhrkamp, Berlin 2025, ISBN 978-3-518-30050-3, S. 82–98.